# Deropeltis robustula
Deropeltis robustula är en kackerlacksart som beskrevs av Karlis Princis 1962. Deropeltis robustula ingår i släktet Deropeltis och familjen storkackerlackor. Inga underarter finns listade i Catalogue of Life.